# Ерік Шуранов
Ерік Шуранов (угор. Erik Shuranov; нар. 22 лютого 2002, Бамберг, Німеччина) — український та німецький футболіст, нападник ізраїльського клубу «Маккабі» (Хайфа).

## Біографія
Ерік Шуранов народився на півночі Баварії в містечку Бамберг, куди доля закинула його батьків, переселенців з України. Батько Еріка професійно займався футболом і виступав за низку українських клубів: «Приладист» з Мукачево, «Вагонобудівник» зі Стаханова та «Металлург» з Донецька. Коли сім'я Шуранових перебралася до Баварії, у них невдовзі народився син Ерік. Затятий футболіст, Ігор Шуранов заповзявся вже з дитинства виховувати сина футболістом, колишній півзахисник-плеймейкер прищеплював дитині технічні ази гри, а потім спрямував до місцевої команди.
Кілька років Ерік відвідував місцеву дитячу спортивну школу в Бамбергу, займаючись у секції футболу. На кількох дитячих турнірах він виділявся серед однолітків не по роках якісною та результативною грою. Тому невдовзі він отримав запрошення до Нюрнберга, який розташований у кількох десятках кілометрів від Бамберга, до дитячої академії титулованого клубу Німеччини ― «Нюрнберга». Починаючи з 9 років, він щабель за щабелем піднімався по академічних сходах, навіть виступаючи за команди роком чи двома старшими.
Ігор Шуранов не полишав контактів зі своїми друзями-одноклубниками в Україні, тому йому вдалося влаштувати оглядини сина кільком селекціонерам. Ерік Шуранов приглянувся Володимиру Єзерському, який переконав тренера U-19 Сергія Нагорняка долучити юнака до складу юнацької збірної України U-19. І вони не помилилися ― Ерік, вийшовши на заміну в провальній грі, відзначився дублем, і команда не програла. Забиваючи в наступних матчах, Ерік став кращим бомбардиром команди в сезоні та гравцем основного складу.
Здобутки на юнацьких турнірах та на міжнародних змаганнях спонукали тренерів головної команди «Нюрнберга» придивитися до перспективного юнака. 12 грудня 2020 року в поєдинку Другої Бундесліги між «Нюрнбергом» і «Вюрцбургером Кікерс» на 80-й хвилині матчу на полі з'явився 18-річний українець Ерік Шуранов. Вийшовши за рахунку 1:1, він посприяв перемозі своєї команди, забивши на 90+2 хвилині.

## У складі збірної
У 2018 та 2019 роках Ерік захищав кольори юнацьких збірних України (U-17) та (U-18), за які відіграв сумарно п'ять матчів та відзначився п'ятьма голами.
З 2021 року грає за молодіжну збірну Німеччини.

## Титули і досягнення
- Володар Суперкубка Ізраїлю (1):

«Маккабі» (Хайфа): 2023